# Železniško postajališče Ljubljana Polje
Železniška postajališča Ljubljana Polje je ena izmed železniških postajališč v Sloveniji, ki oskrbuje bližnja naselja Polje, Studenec, Slape, Novo Polje, Sneberje in Zadobrovo.